# Acinet
Els acinets són un tipus especialitzat de cèl·lules que produeixen alguns cianobacteris com a resposta a condicions de vida desfavorables.
S'originen a partir de cèl·lules que es tornen més grans, amb una paret més gruixuda que les cèl·lules vegetatives, de vegades amb petites protuberàncies; tenen un citoplasma granulós a causa de l'acumulació de gran quantitat de cianoficina com a substància de reserva. Entre la paret i les capes mucilaginoses segreguen una nova capa fibrosa. Tenen un metabolisme reduït i germinen quan les condicions ambientals tornen a ser les adequades